# China Open 1991
Die China Open 1991 im Badminton fanden vom 6. bis zum 10. November 1991 in Foshan statt. Das Preisgeld betrug 100.000 US-Dollar, was dem Turnier zu einem Vier-Sterne-Status im Grand Prix verhalf. 

## Sieger und Platzierte
| Disziplin    | Gold                            | Silber                      | Bronze                     |
| ------------ | ------------------------------- | --------------------------- | -------------------------- |
| Herreneinzel | Alan Budikusuma                 | Zhao Jianhua                | Rashid Sidek               |
| Herreneinzel | Alan Budikusuma                 | Zhao Jianhua                | Wu Wenkai                  |
| Dameneinzel  | Huang Hua                       | Sarwendah Kusumawardhani    | Bang Soo-hyun              |
| Dameneinzel  | Huang Hua                       | Sarwendah Kusumawardhani    | Lin Ying                   |
| Herrendoppel | Li Yongbo Tian Bingyi           | Huang Zhanzhong Zheng Yumin | Chen Hongyong Chen Kang    |
| Herrendoppel | Li Yongbo Tian Bingyi           | Huang Zhanzhong Zheng Yumin | Imay Hendra Bagus Setiadi  |
| Damendoppel  | Chung Myung-hee Hwang Hye-young | Guan Weizhen Nong Qunhua    | Pan Li Wu Yuhong           |
| Damendoppel  | Chung Myung-hee Hwang Hye-young | Guan Weizhen Nong Qunhua    | Chen Ying Sheng Wenqing    |
| Mixed        | Liu Jianjun Wang Xiaoyuan       | Zheng Shoutai Sun Man       | Liu Di Grace Peng Yun      |
| Mixed        | Liu Jianjun Wang Xiaoyuan       | Zheng Shoutai Sun Man       | Chen Xingdong Zhang Hongyu |

## Finalresultate
| Disziplin    | Sieger                          | Finalist                    | Ergebnis          |
| ------------ | ------------------------------- | --------------------------- | ----------------- |
| Herreneinzel | Alan Budikusuma                 | Zhao Jianhua                | 7-15, 15-5, 15-12 |
| Dameneinzel  | Huang Hua                       | Sarwendah Kusumawardhani    | 11-12, 11-6, 11-2 |
| Herrendoppel | Li Yongbo Tian Bingyi           | Huang Zhanzhong Zheng Yumin | 15-8, 15-10       |
| Damendoppel  | Chung Myung-hee Hwang Hye-young | Guan Weizhen Nong Qunhua    | 15-6, 15-2        |
| Mixed        | Liu Jianjun Wang Xiaoyuan       | Zheng Shoutai Sun Man       | 9-15, 15-0, 15-13 |